# Sallé (Cameroun)
Pour les articles homonymes, voir Sallé.
Sallé est un village du Cameroun situé dans le département du Haut-Nyong et la région de l'Est, sur la route reliant Doumaintang à Baditoum et à Kouambang I. Il fait partie de la commune de Doumaintang et du canton de Maka Mboans.

## Population
En 1965-1966, la localité comptait 419 habitants, principalement des Maka. Lors du recensement de 2005 on y dénombrait 625 personnes.
Elle dispose d'un marché périodique.